# Tristin Mays
Tristin Mays (* 10. června 1990, New Orleans, Louisiana, Spojené státy americké) je americká herečka, zpěvačka a tanečnice. Od roku 2016 hraje roli Riley Cooper v seriálu stanice CBS MacGyver.

## Životopis a kariéra
Za svojí kariéru se objevila v několika seriálech: jako Shaina v seriálu stanice Nickelodeon Gullah Gullah Islands nebo jako Robin Dixon v seriálu Alias. V roce 1997 se připojila k obsazení muzikálu Lví král na Broadwayii. V roce 2009 získala hlavní roli v internetovém seriálu Eastonská soukromá. V roce 2011 hrála v internetovém seriálu FAIL. V roce 2016 se začala objevovat na televizních obrazovkách v seriálu MacGyver.

## Filmografie
| Rok  | Název                  | Role               | Poznámky            |
| ---- | ---------------------- | ------------------ | ------------------- |
| 2011 | Hot Dog Water          | Julia              | krátkometrážní film |
| 2012 | Blesk z čistého nebe   | Isabela Sanchez    |                     |
| 2012 | She is Not My Sister   | Megan              |                     |
| 2013 | Mejdan jak se patří    | Autumn Rose        |                     |
| 2015 | Dokonalý svědek s.r.o. | Roztomilá družička |                     |
| 2016 | Happy Birthday         | Janie              |                     |

| Rok        | Název                                    | Role                   | Poznámky                                   |
| ---------- | ---------------------------------------- | ---------------------- | ------------------------------------------ |
| 1996       | Harambee!                                | Angel                  | televizní film                             |
| 1997       | Gullah Gullah Island                     | Shaina                 | hlavní role                                |
| 2001–2004  | Alias                                    | Robin Dixon            | 3 díly                                     |
| 2006       | Ned's Declassified School Survival Guide | Bernice                | díl: „Substitute Teachers and the New Kid“ |
| 2008       | Everybody Hates Chris                    | Jenise Huckstable      | díl: „Everybody Hates Homecoming“          |
| 2009       | Eastonská soukromá                       | Taylor Bell            | hlavní role, internetový seriál            |
| 2010       | True Jacksonová                          | Hailey                 | díl: „My Boss Ate My Homework“             |
| 2010–2011  | Zeke a Luther                            | Monica Lopez           | 3 díly                                     |
| 2010       | Big Time Rush                            | Stephanie King         | 4 díly                                     |
| 2010       | Kelly Brook's Cameltoe Shows             | Sama sebe              |                                            |
| 2011       | V jako Victoria                          | Sherry                 | díl: „Prom Wrecker“                        |
| 2011       | FAIL                                     | Alicia                 | hlavní role, internetový seriál            |
| 2011       | Nakopni to                               | Vanessa / M.C.         | díl: „All the Wrong Moves“                 |
| 2012       | Newsroom                                 | Dívka na karaoke       | díl: „The 112th Congress“                  |
| 2015–2016  | Upíří deníky                             | Sarah Nelson/Salvatore | vedlejší role, 7 dílů                      |
| 2015       | Night of the Wild                        | Rosalyn                | TV film                                    |
| 2015–2016  | Supergirl                                | Paulina                | 2 díly                                     |
| 2016–dosud | MacGyver                                 | Riley Davis            | hlavní role                                |
| 2017       | Záměna                                   | Ally                   | 2 díly                                     |